# 山﨑伊織
山﨑 伊織（やまさき いおり、1998年10月10日 - ）は、兵庫県神戸市生まれ、明石市出身のプロ野球選手（投手）。右投左打。読売ジャイアンツ所属。

## 経歴

### プロ入り前
明石市立人丸小学校（人丸ウィングス）、明石市立大蔵中学校（明石ボーイズ）出身。
明石市立明石商業高等学校では1年秋からベンチ入りするも、控え投手。第88回選抜高等学校野球大会に出場し、ベスト8だった。この年の7月25日に行われた夏の兵庫県大会準々決勝では、後にドラフト同期となる平内龍太を擁する神戸国際大付属高と対戦、「1番・左翼手」として出場し5-1で同校を破っている（しかし明石商業は決勝で敗れ、春夏連続での甲子園出場とはならなかった）。なお、高校の2学年先輩に松本航がいた。
大学は東海大学に進学。首都大学リーグ戦には2年春から出場し通算17試合登板、11勝1敗、防御率1.09。エースとしてチームを支え、3年春、秋とリーグMVPを連続で獲得した。同年、大学日本代表にも選ばれ日米大学野球優勝に貢献した。
2020年3月には、右肘靭帯部分断裂と診断されPRP注射治療を開始したものの、状態が上がらず6月にトミー・ジョン手術を受けた。そのため、8月下旬にはプロ志望届を提出せず、社会人野球に進むことを目指すとされていたが、内定していた社会人チームの了承を得たうえでドラフト会議が3週間後に近づいた10月8日にプロ志望届を提出した。
2020年10月26日に行われたプロ野球ドラフト会議において、読売ジャイアンツから2位指名を受け、12月3日に契約金7500万円、年俸1200万円（推定）で仮契約した。背番号はかつて上原浩治や菅野智之が使用していた19。担当スカウトは内田強。ドラフト指名後の指名挨拶では、2022年以降の先発ローテーションとしての活躍を期待すると球団関係者から激励された。

### 巨人時代
2021年はリハビリに徹し、実戦登板はなかった。オフに、現状維持となる推定年俸1200万円で契約を更改した。
2022年、開幕2戦目となる3月26日の対中日ドラゴンズ戦（東京ドーム）で、先発投手として一軍初登板。2回裏に迎えた初打席で初安打初打点となる2点適時打を放ったが、相手投手の勝野昌慶に逆転2点本塁打を打たれ、6回3失点で勝ち負けはつかなかった。4月28日の対横浜DeNAベイスターズ戦（横浜スタジアム）で、6回無失点と好投しプロ初勝利を挙げた。10月2日の対DeNA戦（横浜スタジアム）ではプロ入り後初のリリーフ登板をし、初ホールドも記録した。最終的には5勝5敗1ホールド、防御率3.14を記録した。11月26日には1300万円増となる推定年俸2500万円で契約を更改した。
2023年は春季キャンプ序盤に右肘の違和感により一軍を離脱し、開幕ローテーション入りはできなかったものの、4月19日の対DeNA戦で同年初登板・初先発し、7回1失点で勝利投手となった。7月は4戦4勝で防御率1.91の成績で自身初の月間MVPに選出された。シーズン最終戦となった10月4日の対DeNA戦（東京ドーム）で、勝てば自身初となる2桁勝利がかかる中、相手先発投手の東克樹も完投する熾烈な投手戦を制し、9回111球を投げて無四球完封勝利となる10勝目を挙げ、かつ自身初となる規定投球回数にも到達した。シーズン通算では23試合に登板し、10勝5敗、防御率2.72を記録。11月30日、2600万円増となる推定年俸5100万円で契約を更改した。
2024年はオープン戦から結果を残し開幕ローテーション入りすると、4月9日の対東京ヤクルトスワローズ戦（平和リース球場）で5回2/3を1失点でシーズン初勝利。5月7日の対中日戦（バンテリンドーム ナゴヤ）で自身2度目の完封勝利を飾った。6月25日の対DeNA戦（HARD OFF ECOスタジアム新潟）では1-1の同点で迎えた7回一死二塁の打席で中川虎大から決勝適時二塁打を放ち、投げては8回1失点でシーズン6勝目を挙げ、球団では2013年の内海哲也以来11年ぶりとなる同シーズンで地方球場で4連勝を記録した。前半戦は15試合で7勝2敗、防御率1.67を記録し、オールスターに初めて選出される。オールスターゲームでは第1戦で救援登板を果たすも、選手写真が当時同僚であった山﨑友輔のものとなっているというアクシデントに見舞われた。シーズン後半戦に入ると、月間防御率が8月は5.82（4試合登板、2勝2敗）、9月は7.71（3試合登板、0勝1敗）と安定感を欠いた。9月上旬まで火曜日のローテーションをずっと守っていたが、9月13日の対ヤクルト戦では3回途中7失点と試合を作れず、プロ入り後初めて不調による二軍落ちを経験。9月26日に再度出場選手登録され、レギュラーシーズン最終戦となった10月2日の対DeNA戦（東京ドーム）では6回1/3を投げ2失点と試合を作り、2年連続の2桁勝利を挙げた。最終的なシーズン成績は24試合に登板、10勝6敗、防御率2.81であった。DeNAとのクライマックスシリーズ・ファイナルステージ（東京ドーム）では第5戦にCS初先発登板し、6回1/3を無失点でCS初勝利を記録するも、後にチームは3勝4敗と日本シリーズ進出とはならなかった。オフの11月21日に3900万円増となる推定年俸9000万円で契約を更改した。
2025年、オープン戦では5登板で防御率6点台と打ち込まれる結果となり、阿部監督からローテ白紙を明言されたが、結果的に滑り込みで開幕ローテ入りを果たした。しかし、開幕後は一転して、エースの戸郷翔征が不調に陥る中で好調をキープし、4月2日の中日ドラゴンズ戦で8回無失点、4月9日の横浜戦でも8回無失点、4月16日の横浜戦で7回無失点と、開幕から23イニング連続無失点を記録し、開幕3連勝を挙げた。4月30日に東京ドームで行われた対広島5回戦において、1回を無失点に抑えて開幕から29イニング連続無失点を記録、高橋尚成が2007年に記録した開幕からの連続無失点28イニングを超え、球団記録を更新すると、4回まで無失点を継続し、1963年の中井悦雄、2023年の村上頌樹（共に阪神）が持つセ・リーグ記録を更新する開幕から32イニング連続無失点を達成。その後も7回まで無失点とし、開幕から35回連続無失点を継続。この活躍ぶりで、3、4月度の月間MVPを受賞した（自身2度目）。5月7日、東京ドームで行われた対阪神9回戦の2回に同年初失点して開幕からの連続無失点記録は36イニングでストップし、プロ野球記録は更新することができなかった。しかし、調子を落とすことはなく、交流戦では勝ち投手となることがなかったものの、6月終了までで7勝2敗、防御率1.24と好成績を残し、7月3日、選手間投票で2年連続2度目のオールスターゲーム出場が決まった。翌4日の広島戦でも8回無失点の好投で、同年8勝目を記録した。

## 選手としての特徴
最速155km/hの速球と、滑るような軌道のスライダー・カットボール・フォークボール・シュート・スローカーブなどの変化球を駆使した投球が魅力の本格派右腕。2025年シーズンには、内海哲也投手コーチとフォークを改良し、武器とした。投手でありながら打撃にも定評がある。

## 人物
幼少期から巨人ファンで、小学校低学年の頃には母親に巨人の選手名鑑のところに「自分の名前を書いて」とねだったという。
2023年12月21日に中学時代の1学年先輩であった女性と結婚した。

## 詳細情報

### 年度別投手成績
| 年 度     | 球 団     | 登 板 | 先 発 | 完 投 | 完 封 | 無 四 球 | 勝 利 | 敗 戦 | セ 丨 ブ | ホ 丨 ル ド | 勝 率 | 打 者 | 投 球 回 | 被 安 打 | 被 本 塁 打 | 与 四 球 | 敬 遠 | 与 死 球 | 奪 三 振 | 暴 投 | ボ 丨 ク | 失 点 | 自 責 点 | 防 御 率 | W H I P |
| --------- | --------- | ----- | ----- | ----- | ----- | -------- | ----- | ----- | -------- | ----------- | ----- | ----- | -------- | -------- | ----------- | -------- | ----- | -------- | -------- | ----- | -------- | ----- | -------- | -------- | ------- |
| 2022      | 巨人      | 20    | 17    | 0     | 0     | 0        | 5     | 5     | 0        | 1           | .500  | 410   | 97.1     | 95       | 6           | 20       | 1     | 9        | 55       | 0     | 0        | 37    | 34       | 3.14     | 1.18    |
| 2023      | 巨人      | 23    | 23    | 3     | 1     | 2        | 10    | 5     | 0        | 0           | .667  | 586   | 149.0    | 119      | 10          | 25       | 3     | 7        | 106      | 3     | 0        | 46    | 45       | 2.72     | 0.97    |
| 2024      | 巨人      | 24    | 24    | 1     | 1     | 0        | 10    | 6     | 0        | 0           | .625  | 621   | 147.1    | 140      | 8           | 42       | 1     | 10       | 103      | 2     | 0        | 48    | 46       | 2.81     | 1.24    |
| 通算：3年 | 通算：3年 | 67    | 64    | 4     | 2     | 2        | 25    | 16    | 0        | 1           | .610  | 1617  | 393.2    | 354      | 24          | 87       | 5     | 26       | 264      | 5     | 0        | 131   | 125      | 2.86     | 1.12    |

- 2024年度シーズン終了時
- 各年度の太字はリーグ最高

### 年度別守備成績
| 年 度 | 球 団 | 投手  | 投手  | 投手  | 投手  | 投手  | 投手     |
| 年 度 | 球 団 | 試 合 | 刺 殺 | 補 殺 | 失 策 | 併 殺 | 守 備 率 |
| ----- | ----- | ----- | ----- | ----- | ----- | ----- | -------- |
| 2022  | 巨人  | 20    | 9     | 26    | 1     | 4     | .972     |
| 2023  | 巨人  | 23    | 6     | 26    | 1     | 2     | .970     |
| 2024  | 巨人  | 24    | 8     | 31    | 1     | 3     | .975     |
| 通算  | 通算  | 67    | 23    | 83    | 3     | 9     | .972     |

- 2024年度シーズン終了時
- 各年度の太字はリーグ最高

### 表彰
- 月間MVP：2回（投手部門：2023年7月[69]、2025年3・4月[70]）
- 月間JERAセ・リーグAWARD：1回（2025年3・4月[71]）

### 記録
初記録
投手記録
- 初登板・初先発登板：2022年3月26日、対中日ドラゴンズ2回戦（東京ドーム）、6回3失点（自責2）で勝敗つかず
- 初奪三振：同上、1回表に阿部寿樹から空振り三振
- 初勝利・初先発勝利：2022年4月28日、対横浜DeNAベイスターズ5回戦（横浜スタジアム）、6回無失点
- 初ホールド：2022年10月2日、対横浜DeNAベイスターズ25回戦（横浜スタジアム）、6回裏から2番手で救援登板、2回1失点
- 初完投：2023年9月12日、対阪神タイガース21回戦（阪神甲子園球場）、8回3安打1失点で敗戦投手[72]
- 初完投勝利・初完封：2023年10月4日、対横浜DeNAベイスターズ25回戦（東京ドーム）、9回2被安打無四死球[30]

打撃記録
- 初打席・初安打・初打点：2022年3月26日、対中日ドラゴンズ2回戦（東京ドーム）、2回裏に勝野昌慶から投前適時安打

その他の記録
- 開幕から36イニング連続無失点：2025年4月2日 - 2025年5月7日 ※セ・リーグ史上最長[注 1][54]
- 月間防御率0.00（30投球回以上）：2025年4月 ※2リーグ制以降史上6人目[73][74]
- オールスターゲーム出場：2回（2024年・2025年）

### 背番号
- 19（2021年[17] - ）

### 登場曲
- 「Arcades (feat. NENE)」KID FRESINO（2022年）
- 「No.1」DISH//（2023年）
- 「Tears」KEIJU（2024年 - ）[75]